# Branislav Hrnjiček
Branislav Hrnjiček (v srbské cyrilici: Бранислав Хрњичек; 5. června 1908 – 2. července 1964) byl srbsko-jugoslávský fotbalista a trenér.
Celou svou hráčskou kariéru strávil v Bělehradě, kde hrál převážně za SK Jugoslavija; výjimkou byly dvě sezóny, které strávil v letech 1930 až 1932 v BASK.
Za jugoslávskou fotbalovou reprezentaci odehrál celkem pět zápasů a jednou skóroval. Debutoval 6. října 1929 v zápase Balkánského poháru proti Rumunsku v Bukurešti při prohře 2:1 a poslední zápas byl v přátelském utkání proti Argentině 3. srpna 1930 v Buenos Aires, kde Jugoslávie prohrála 1:3. Jeho jediný gól byl v zápase proti Bulharsku při výhře 6:1. Byl součástí jugoslávského týmu na Mistrovství světa ve fotbale 1930, ale neodehrál jediný zápas.
Po ukončení hráčské kariéry působil nějakou dobu jako fotbalový trenér v Izraeli. Zemřel ve věku 56 let, když se připravoval na pokračování své trenérské kariéry v Německu. Jeho vnukem je Boris Hrnjiček.